# Montague House
Montague House est une ancienne demeure londonienne qui se trouvait dans le centre de Londres, à Bloomsbury.

## Historique
Construite par l’architecte Robert Hooke pour Ralph Montagu, 1er duc de Montagu, en 1677, la demeure est détruite par un incendie en 1686 puis reconstruite. Elle est alors considérée comme l’« une des plus belles maisons de Londres ». En 1754, elle est vendue au British Museum, qui y installe ses collections. Le 15 janvier 1759, le musée ouvre ses portes au public. L’ancienne Montague House est finalement démolie dans les années 1840 pour laisser place au bâtiment actuel,.